# Seymour Epstein
Seymour Epstein (ur. 1924, zm. 2016) – amerykański psycholog, profesor University of Massachusetts Amherst, twórca poznawczo-doświadczeniowej teorii ja (ang. cognitive-experiential self-theory). Odegrał bardzo ważną rolę w debacie naukowej dotyczącej spójności sytuacyjnej cech psychologicznych. Wykazał on, że zarówno spójność czasowa, jak i spójność sytuacyjna cech stanowią funkcję agregacji dokonanych pomiarów.

## Dzieła
- Cognitive-Experiential Theory: An Integrative Theory of Personality
- Constructive Thinking: The Key to Emotional Intelligence
- You're Smarter Than You Think: How to Develop Your Practical Intelligence for Success in Living (współautor: Archie Brodsky)